# Balkangebergte
Het Balkangebergte of de Balkan (Bulgaars: Стара планина, Stara Planina) is een gebergte op het gelijknamige schiereiland, dat Bulgarije in west-oostrichting in tweeën deelt. Het gebergte is circa 600 km lang. De Botev is met 2376 m de hoogste top in het gebergte. In de Westelijke Balkan, die de grens met Servië vormt, is de Midzjoer (Servisch: Midžor) met 2169 m de hoogste top. Een deel is beschermd als Nationaal Park Centrale Balkan, Nationaal park Stara Planina, Natuurpark Vratsjanski Balkan, Natuurpark Sinite Kamani en Natuurpark Bulgarka.
De naam Balkan, die in Bulgarije en in Servië alleen voor het schiereiland en niet voor het gebergte wordt gebruikt, is afkomstig uit het Turks ("bebost gebergte"). De Duitse geograaf August Zeune gaf in 1808 het schiereiland de naam van het gebergte. De Bulgaars-Servische naam van het gebergte, Stara Planina, betekent Oude Berg.
In de oudheid stond de Balkan bekend onder de naam Haemus. Waarschijnlijk is deze naam afkomstig van het Griekse woord voor een koude berg, χεῖμα. Ook kan het afkomstig zijn van een oud Thracisch woord. Volgens de legende is de bergketen vernoemd naar koning Haemus: toen hij en zijn echtgenote Rhodope zich lieten vereren als goden, werden ze voor straf in bergen veranderd.
De Balkan vormt een belangrijke waterscheiding op het schiereiland: naar het noorden ligt het stroomgebied van de Donau, terwijl de rivieren die naar het zuiden stromen afwateren op de Egeïsche Zee. De voornaamste rivieren die in de Balkan ontspringen zijn de Nišava, Osam, Jantra, Timok en Toendzja. In het westen breekt de Iskar in een kloofdal van zuid naar noord door het gebergte heen.
Van de vele passen die het gebergte in noord-zuidrichting doorsnijden is de 1150 m hoge Sjipkapas de belangrijkste.
De Orde van de Stara Planina (Bulgaars: Орден „Стара планина“) is de hoogste onderscheiding van het moderne Bulgarije.